# كريدو رفرنس
كريدو رفرنس (سابقًا عرفت باسم إكس رفر؛ بالإنجليزية: Credo Reference، والاسم القديم Xrefer) هي شركة تقدم محتويات مراجع عبر الإنترنت بالاشتراكات. تأسست في 1999، وتقدم إصدارات كاملة لحوالي 1200 عمل مرجعي منشور لأكثر من 70 ناشرًا في كل مواضيع المعرفة الرئيسية، من ضمن هذه الأعمال قواميس وموسوعات عامة ومتخصصة. عملاء الشركة هم المكتبات، والتي يمكن أن تخصص محتوى الموقع وواجهته ليتوافق مع احتياجات مستخدميه. في مايو 2011، قال المدير التنفيذي للشركة مايك سويت أن كريدو رفرنس تهدف إلى «...مقابلة ما يريده أمناء المكتبات من حيث التعقيد، وما يريده المستخدمون من حيث البساطة.»
في 2010، كان هناك مراجعة لمصادر المراجع العامة أجرتها ليبراري جورنال، ركزت على كريدو رفرنس وثلاثة خدمات مشابهة، واضعة السؤال «أيجب علينا أن نتوقع المزيد من مرجع يقوم على الكتب الإلكترونية أو من إعادة إنتاج صادقة لكتاب مطبوع.» لاحظت المراجعة التحسينات الحديثة في كريدو رفرنس، والتي تضمنت دمج مواقع وسائط الإعلام الاجتماعي مع أدوات الأبحاث على الإنترنت. وقد لاحظت المراجعة أيضًا خيارات التخصيص التي تسمح لأمناء المكتبات بتحديد المصادر المحلية الهامة، والوصل الداخلي في الموقع بين عمل مرجعي وآخر.

## تاريخ
تأسست الشركة باسم إكس رفر في 1999. بدأت الشركة بتقديم عدد من الأعمال المرجعية مجانًا. في 2002، أطلقت خدمة «إكس رفر بلس»، مقدمة مجموعة أكبر من الأعمال المرجعية بالإضافة إلى واجهة قابلة للتخصيص. أغلق موقع «إكس رفر شوكيس» المجاني في يونيو 2003. أخذت الشركة الاسم الجديد «كريدو رفرنس» في 2007، وفي هذا العام أيضًا نقلت مكتبها في إنجلترا من لندن إلى أكسفورد.

## منتجات
الاشتراكات متاحة للمكتبات الأكاديمية والحكومية والعامة والخاصة. والولوج إلى كريدو رفرنس متاح مجانًا للمستخدم النهائي بشرط أن تكون مكتبته من المشتركين. توفر كريدو رفرنس حزم متعددة، مما يمكن أمناء المكتبات من اختيار العناوين التي يريدونها.

## وصلات خارجية
- الموقع الرسمي